# Starkad

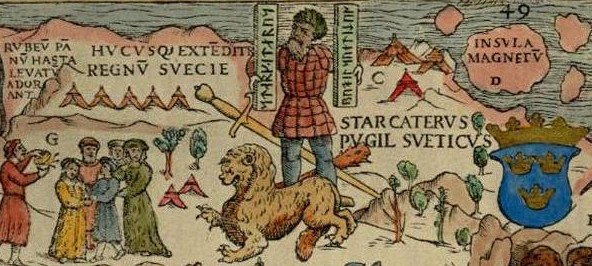
Starkad según una ilustración de la Carta Marina de Olaus Magnus (1539).

Starkad (nórdico antiguo: Starkaðr o Störkuðr; latín: Starcaterus, y durante la Edad Media también conocido como Starkodder), es un héroe vikingo legendario que aparece mencionado en diversas fuentes de la mitología nórdica, principalmente en Gesta Danorum pero también en sagas islandesas. Es un personaje con un perfil de gran guerrero y protagonista de muchos hechos heroicos pero también autor de otros tantos crímenes.
El origen de las leyendas sobre Starkad se encuentran en el poema épico Beowulf.

## Beowulf
En Beowulf, la deuda de sangre entre daneses y headobardos debería finalizar con el matrimonio entre el rey Ingeld, fijo del rey headobardo Froda, y Freawaru, hija del rey Hroðgar. Durante la boda, un guerrero sin nombre recuerda a los headobardos su derrota y les anima a la venganza. Es, por lo tanto, posible que el argumento de Sophus Bugge sea correcto cuando afirma que el significado original Starkaðr sea "el headobardo".

## Saga Hervarar
Una versión de la leyenda se encuentra en el prólogo de la versión “U” de la saga Hervarar, y la versión corta “H” de Hauksbók.
En esta versión Starkad-Ala (el guerrero) vivió en Noruega, en las cascadas de Alufoss. Era descendiente de gigantes conocidos como þursar (jotuns), su padre se llamaba Storkvid. Starkad era también un gigante y poseía ocho brazos, y fue comprometido a una chica llamada Ogn. Un día, aprovechando que Starkad había marchado de viaje al norte del Élivágar, otro gigante llamado Hergrim raptó a Ogn. Starkad retó a Hergrim a un holmgang (duelo). Starkad usó cuatro espadas al mismo tiempo y mató a Hergrim. Ogn no deseaba ser esposa de Starkad y prefirió el suicidio, apuñalándose a sí misma con una espada. Starkad se apropió de todo lo que pertenecía a Hergrim, incluido a su hijo Grimr.
Álfhildr era hija del rey Álfr de Álfheim (hoy Bohuslän), le gustaba las gentes de Álfheim porque eran personas muy bellas y agraciadas. Un otoño, mientras el rey Álfr ofrecía sus sacrificios a sus diosas en un Dísablót (ceremonial), y Álfhildr participó enrojeciendo el hörgr (altar) con sangre, Starkad la secuestró. El rey Álfr invocó al dios Thor para que le ayudase a rescatar a su hija, y Thor respondió de buen grado a su deseo matando a Starkad y rescatando a la muchacha.

## Saga de Gautrek

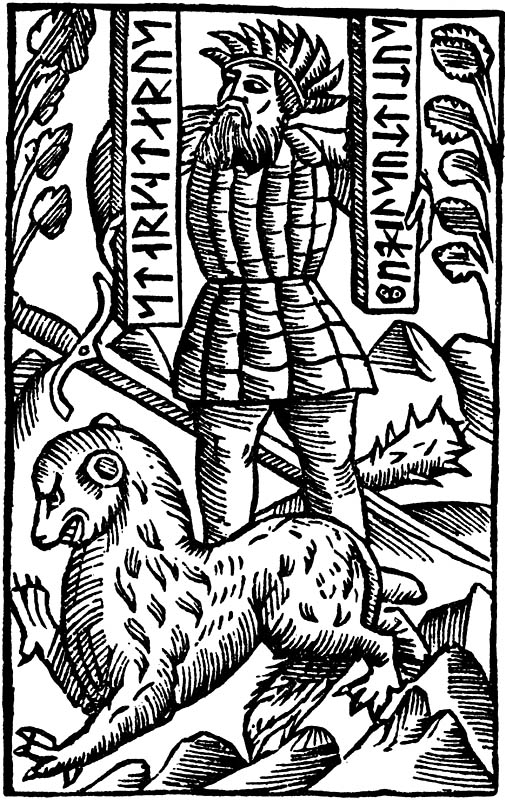
Starkad, según Olaus Magnus en Historia de gentibus septentrionalibus (1555).

La saga de Gautrek amplía y sigue con la historia de la saga Hervarar. Entre otras cosas cita las aventuras Starkad, hijo de Stórvirkr, que era hijo de Starkad-Ala, a quien Thor había matado.
El joven Starkad creció en la corte de Harald de Agder, junto al hijo del rey llamado Vikar. Una noche, el rey Herthjóf de Hordaland (Herþjófr) ataca por sorpresa, mata al rey Harald y toma a Vikar como rehén para asegurarse un comportamiento adecuado de los antiguos vasallos de Harald. Herthjóf es el hijo del rey Hunthjóf (Hunþjófr), hijo de Fridthjóf el que Resalta o Fridthjóf el Rotundo (Friðþjófr inn frækna), protagonista de Friðþjófs saga hins frœkna. Cuando Vikar creció, reunió una partida de guerra, donde estaba incluido Starkad y vengó a su padre, matando a Herþjófr junto a treinta de sus guerreros. Vikar se convirtió en rey de Agder, Hordaland, y Hardanger.
Starkad participó en muchas batallas junto a Víkar, por la hegemonía de los reinos vikingos de Noruega en el sur, una de ellas fue la batalla del lago Vænir donde demostró ser el mejor guerrero de Víkar.
Tras estas victorias, cuando navegaba desde Agder a Hördaland con un gran ejército, repentinamente vino la calma y se quedaron sin viento. Una visión mostró que Odín requería un sacrificio de una persona por sorteo y tras repetirlo, siempre era Víkar quien salía elegido. La tripulación dejó la decisión para el día siguiente. Grani apodado “crin de caballo”, padre adoptivo de Starkad, llevó a Starkad a un consejo secreto de los dioses y reveló que él era el mismo Odin. Thor, que odiaba a Starkad, debido a su origen jotun, negó a Starkad la bendición de tener hijos y lo maldijo a cometer un delito cada vida que viviese y nunca poseer bienes. Thor maldijo más aún a Starkad: sentir que nunca tenía suficiente propiedad, siempre recibir las heridas más peligrosas en batalla, nunca recordaría sus poemas y siempre sería odiado por el pueblo. Odín, por otro lado otorgaba a Starkad las bendiciones de vivir tres vidas, de poseer la más excelente de las armas, abundancia de riquezas, victoria en la batalla, el don de la poesía y siempre tendría la más alta estima entre los ricos y poderosos. Después de las bendiciones y maldiciones que Starkad recibía alternativamente por Odín y Thor, Odín pidió Starkad enviarle al rey Víkar en pago por las bendiciones. Starkad estuvo de acuerdo y Odín le dio una lanza que prometió parecer sólo un tallo. Así Vikar encontró la muerte.
Tras la muerte de Vikar, Starkad escapó a Suecia para servir a los reyes Alrek y Eirík en Gamla Uppsala. Starkad participaba como compañero de armas en las expediciones vikingas y, cuando los reyes tuvieron suficiente y se asentaron, siguió con los saqueos por su cuenta.

## Poesía escáldica
Starkad presuntamente compuso poemas que aparecen en la saga de Gautrek. El odio de Thor hacia Starkad por su origen jotun aparece mencionado en Skáldskaparmál, un lausavísa de Vetrliði Sumarliðason alabando a Thor por haber matado a varios gigantes, y derrotar a Starkad:
| Leggi brauzt þú Leiknar, lamðir Þrívalda, steypðir Starkeði, stéttu of Gjalp dauða. | Tú rompistes la pierna de Leikn, Hiciste que Starkadr se rebajara, Hiciste heridas a Thrívaldi, Te parastes sobre el cuerpo sin vida de Gjálp. |  |

No obstante, pudo ser también una referencia al abuelo de Starkad, Starkad Ala, whom Thor killed for having kidnapped Álfhildr, princesa de Alvheim.

## Saga Ynglinga
En la saga Ynglinga, Snorri Sturluson menciona que pasó unas generaciones después de la muerte de Alrek y Eirík.
El rey Aun no era un monarca amigo de la guerra y fue expulsado de su reino por Halfdan. A la muerte de Halfdan, Aun regresó a Upsala para gobernar su reino. Tras sacrificar a uno de sus hijos a Odín, el dios le concedió otros sesenta años de vida. No obstante, cuando habían pasado 25 años, el príncipe Ale el Fuerte de Dinamarca conquistó su reino y de nuevo partó al exilio, esta vez a Götaland. Ale gobernó durante 25 años hasta que Starkad apareció y le mató. Entonces Aun recuperó su reino para gobernar otros 25 años.

## Sögubrot af nokkrum fornkonungum

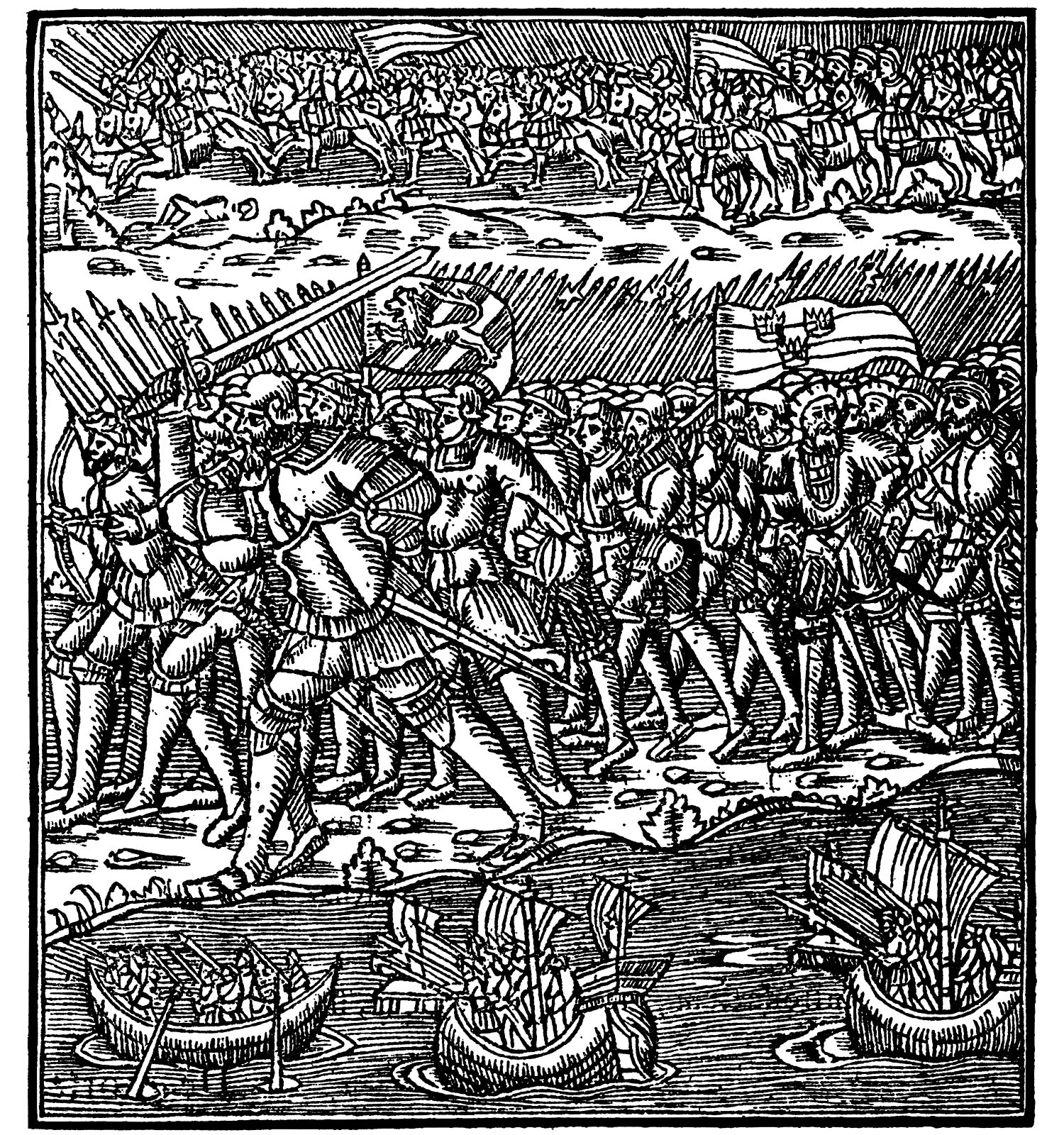
Starkad dirige a los Gautas (estandarte con el león) y suiones (estandarte con tres coronas) a la batalla contra los daneses. Historia de gentibus septentrionalibus (1555).

Sögubrot af nokkrum fornkonungum se recrea con eventos que tuvieron lugar en el siglo VIII, mucho después del enfrentamiento entre Starkad y Ale el Fuerte.
Cuando el rey sueco Sigurd Ring se preparaba para la batalla de Brávellir contra el rey danés Harald Hilditonn, otro tardío Ale el Fuerte aparece con otros siete reyes para ayudarle en la batalla. Estos reyes iban acompañados por muchos grandes campeones y guerreros, entre ellos Starkad el Viejo, hijo de Stórverkr. Starkad compondría un poema sobre la batalla que serviría como fuente para las sagas nórdicas.
Al comenzar la batalla, el formidable Ubbe de Frisia cargo contra Ragnvald (el Sabio Consejero), el mayor campeón de la formación del rey Sigurd. Tras una feroz lucha, Ragnvald murió y Ubbe mataba uno campeón tras otro. Cuando Sigurd vio esto, intentó animar a sus guerreros diciendo que no era posible que no hubiera nadie que pudiera derrotar a Ubbe; entonces preguntó, ¿Dónde está Starkad?, el viejo guerrero contestó «es difícil ganar sire. No obstante, haré lo que mejor pueda, pero Ubbe es un recio luchador». Starkad se enzarzó con Ubbe; la lucha fue larga y la más feroz de toda la batalla. Starkad hirió levemente a Ubbe, pero a cambio sufrió seis terribles heridas y pensó que nadie había estado tan cerca de matarle antes. Ambos campeones fueron separados por otros guerreros, y Ubbe finalmente fue víctima de los arqueros de Telemark.
La skjaldmö Veborg enfrentada con los suecos, se enfrentó a Arne y mató al campeón Söti, pero Starkad atacó y tras varios golpes, ella le cortó a la altura de la boca y la herida provocó la caída del mentón. Starkad tuvo que morederse la barba para conseguir que su mentón se mantuviese en su lugar. Finalmente Thorkel (el Audaz) mató a Veborg.
Mordiendo su barba e ignorando sus heridas, Starkad atacó al ajército danés, matando un hombre tras otro, hasta que se le enfrentó otra skjakdmö llamada Visna que portaba el estandarte de Harald Wartooth. Ella le dijo que había encontrado a su último oponente, pero él le cortó la mano que portaba el estandarte y la mató. Siguió matando guerrero tras guerrero, pero recibió muchas heridas severas, las más profundas en el cuello y en el pecho donde se podían ver los pulmones saliendo al exterior y perdió un dedo de la mano derecha.
La Victoria fue de los suecos.

## Norna-Gests þáttr
En Norna-Gests þáttr, la mención sobre Starkad tiene lugar no mucho más tarde la batalla de Brávellir. La cita se refiere al encuentro entre Starkad y Sigurd el matador de dragones. Según la fuente en el periodo que ambos estuvieron juntos, el rey Sigurd Ring exigió tributo a Sigurd y a su pueblo. Cuando Sigurd se negó, el rey sueco envió un ejército para subyugarlos, dirigido por los hijos de Gandalf. En el flanco sueco había un guerrero enorme que era mucho más grande que los hijos de Gandalf, que mataba a hombres y caballos sin prácticamente oposición. Sigurd y Gest se acercaron al guerrero y le preguntaron quien era, y él contestó “Starkad, hijo de Stórvirkr”.
Cuando Starkad supo que era el mismo Sigurd el matador del dragón Fafnir, intentó escapar pero Sigurd fue tras él y le asestó un golpe con su Gram que arrancó dos dientes de la boca de Starkad. Sigurd pidió a Starkad que se fuera a casa. Cuando Starkad abandonó la batalla, los hijos de Gandalf se retiraron también, y así Sigurd ganó la batalla contra los suecos.

## Gesta Danorum

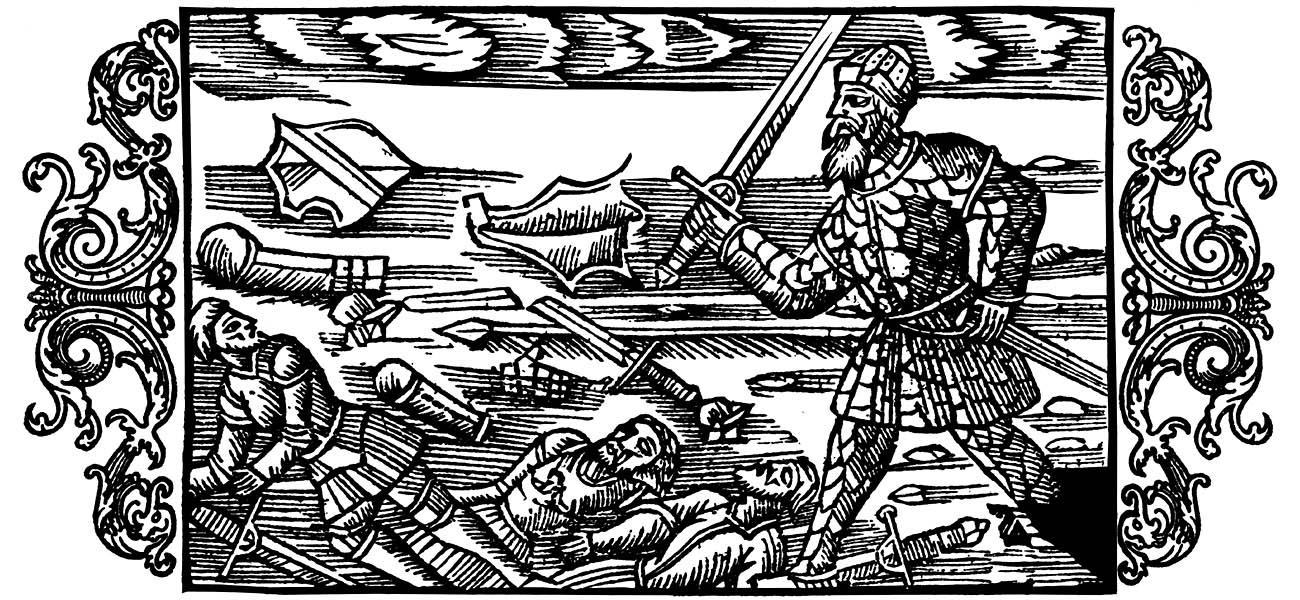
Starkad en el campo de batalla, en Historia de gentibus septentrionalibus de Olaus Magnus (1555).

En Gesta Danorum se encuentra la versión más comprensible del perfil de Starkad. Saxo Grammaticus identifica a Starkad como el hijo de Stórvirkr (Storwerk/Storuerkus) y que se salvó de un naufragio, entrando al servicio del rey danés Frodo IV que le cedió una nave y patrullaba las playas del reino.
Nadie podía igualar a Starkad, un hombre enorme y de noble posición. Saxo Grammaticus ofrece dos citas sobre el origen del personaje. La primera le posiciona como nacido en Estonia, al oriente del mar Báltico, la segunda más irreal y fantasiosa según el cronista, como hijo de un jotun y con varios brazos, que Thor se encargó de amputarlos excepto dos. Starkad se vio inmerso en un cruce de maldiciones y bendiciones: viviría tres vidas de tres hombres, pero también cometería tres actos malvados.
La primera vileza tuvo que ver con la muerte del rey Vikar (Wicarus). Starkad acompañaba al rey en una expedición vikinga y se encontraron con un viento en calma. La tripulación optó por rogar a los dioses en un blot con derramamiento de sangre y decidieron echar a suertes quien debía ser sacrificado. Starkad hizo una soga de sauce y lo puso alrededor del cuello del rey con el pretexto de que era sólo para mostrar y no para matar. Sin embargo, el nudo estaba tan fuerte que el rey estaba muriendo, y Starkad le dio el golpe de gracia con su espada. Otras versiones dicen que la soga de sauce se hizo tan recia que el rey murió estrangulado.
Starkad entró al servicio del rey danés Bemon (Bemonus) que sometía a su partida una férrea disciplina, prohibiéndoles beber alcohol. Durante un ataque en Rusia, descubrieron que los rusos habían frenado el avance vikingo con abrojo. Sin embargo, Starkad y sus hombres vistieron zuecos y así ganaron la batalla. A la muerte de Bemon, Starkad entró al servicio de los bjarmios e hizo muchas gestas heroicas entre ellos.
Luego, Starkad estuvo siete años al servicio de los Ynglings en Upsala, pero le desagradaba el afeminado tintineo de los cascabeles de los bufones, hechiceros y völvas en los sacrificios del templo de Upsala.
Su próximo servicio fue al servicio del rey danés Haki (Haco), y luchó con él durante el ataque del rey Hugleik (Hugletus) de Irlanda. Hugleik desperdiciaba sus riquezas con actors y jugalres, pero estaba defendido por Svipdag (Suibdagus) y Geigad (Gegathus). Tras la batalla, Starkad azotó a los bufones y juglares y saqueó el tesoro real.
Starkad fue enviado a la corte del príncipe eslavo Win (Winus) para frenar una rebelión en el Este. Luchó contra curonios, sambianos, semigalianos, hasta derrotar a todos los vikingos orientales. Escondió su espada con una artimaña y derrotó al caudillo Wisin (Wisinnus), que vivía en Anafial en Rusia, y que podía hacer un arma solo con la mirada. Continuó sus victorias derrotando al jotun Tanna en Bizancio y al campeón polaco Wasce/Wilzce.
Cuando los sajones se rebelaron contra Frodo, y le retaron a un duelo contra Hama, Starkad contra todo pronóstico regresó y sustituye a Frodo. Despectivamente Hama pone a Starkad de rodillas con un golpe de puño, pero Starkad se levantó y corta Hama a muerte.

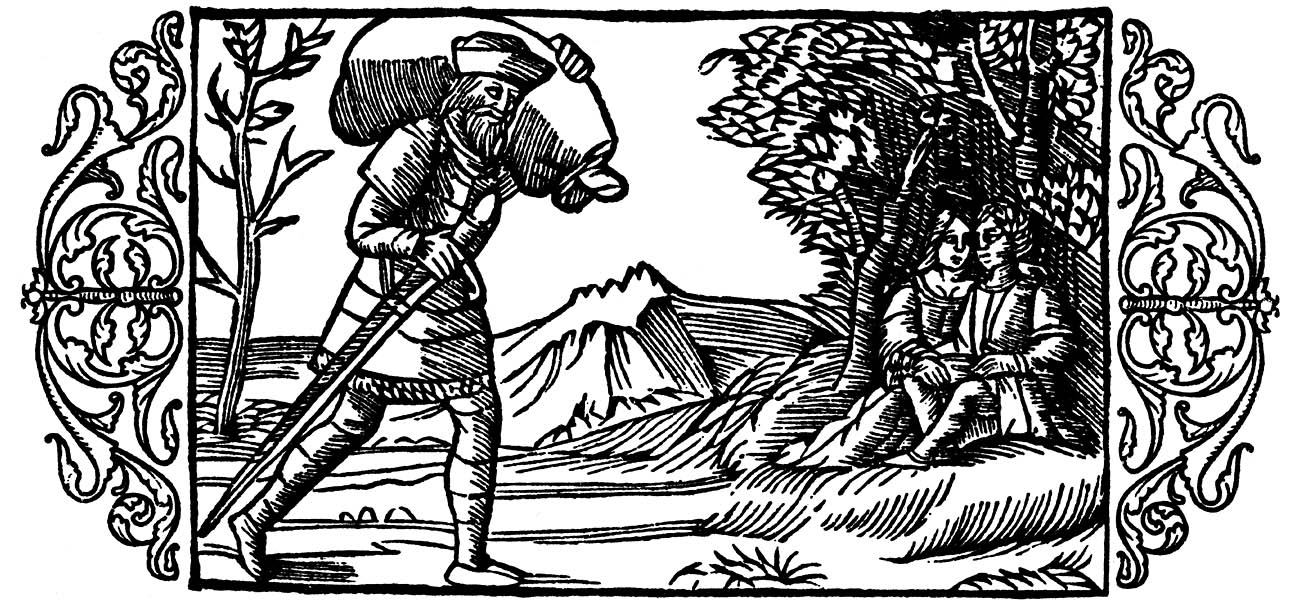
Starkad se encuentra con Ingellus y una mujer, Historia de gentibus septentrionalibus (1555).

Frodo muere traicionado por Swerting (Swertingus). El hijo de Frodo, Ingeld (Ingellus) tiene una vida sin sentido y casa con una de las hijas de Swerting. Esto enfureció mucho a Starkad que se alió con el rey sueco Halfdan (Haldanus) en su lugar.
Cuando se enteró de que Helga, la hermana de Ingeld, estaba a punto de casarse con un humilde orfebre, Starkad se disfraza y cuando encuentra al pretendiente le castra. Abofetea y fustiga a Helga, luego regresa con el rey Halfdan.
Ingeld dio a Helga en matrimonio a un noruego llamado Helgi (Helgo), con la condición que debía pelear con nueve hermanos de Selandia que la cortejaban y que el mayor Angantyr (Angaterus). Helgi fue a Upsala y pidió ayuda a Starkad, que accedió.

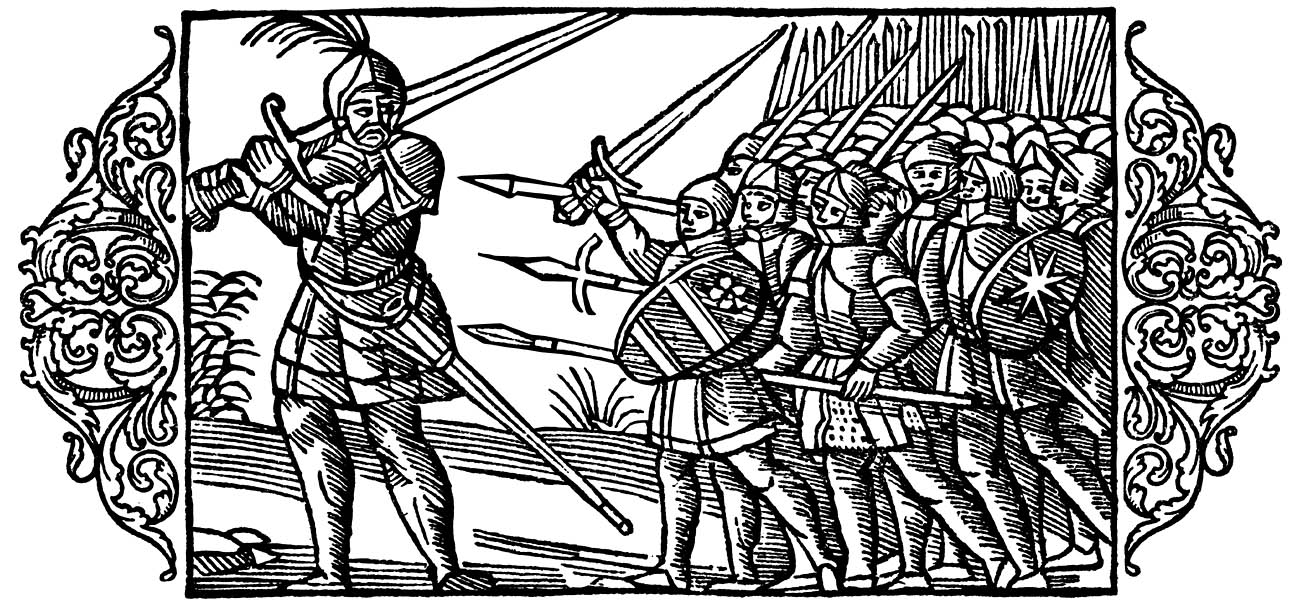
Starkad dirige a aquellos oprimidos por los nueve hermanos. Historia de gentibus septentrionalibus (1555).

Starkad mata a los nueve hermanos, pero recibe diecisiete heridas y muy seriamente tocado en el vientre que provoca que salgan los intestinos. Rechazó el cuidado de tres transeúntes humildes, pero aceptó la ayuda del hijo de un campesino y pudo volver a Suecia.
Como Ingellus continuó su vida pecaminosa e incumplió su deber de vengar a su padre, Starkad apareció durante un banquete donde compartía mesa Ingellus con los hijos de Swerting, verdugo de su padre. Starkad amonestó a Ingellus y humilló a su reina, quien intentó calmar a Starkad con amabilidad y una costosa banda. Starkad logró despertar la conciencia a Ingellus, que mató a los hijos de Swerting y se divorció de su esposa sajona.
Durante la batalla de Brávellir entre Sigurd Ring (Ringo) y Harald Wartooth (Haraldus Hyldetan), Starkad luchó al lado de los suecos, recibiendo graves heridas que provocaron que un pulmón saliera de su pecho, le partieron la mandíbula y perdió un dedo. Tuvo que abandonar el campo de batalla para atender sus heridas.
Starkad fue recibido con honores en la corte del rey Olo. No obstante, cuando Olo conquista Selandia, Starkad es convencido de unirse a Lennius y atacar a Olo. Pero Olo era difícil de matar por su mirada que asustaba todo el mundo. No fue posible hasta que Starkad logró cubrirle el rostro y fue recompensado con 120 kilos de oro, pero lamentó su crimen y vengó la muerte de Olo matando luego a Lennius.

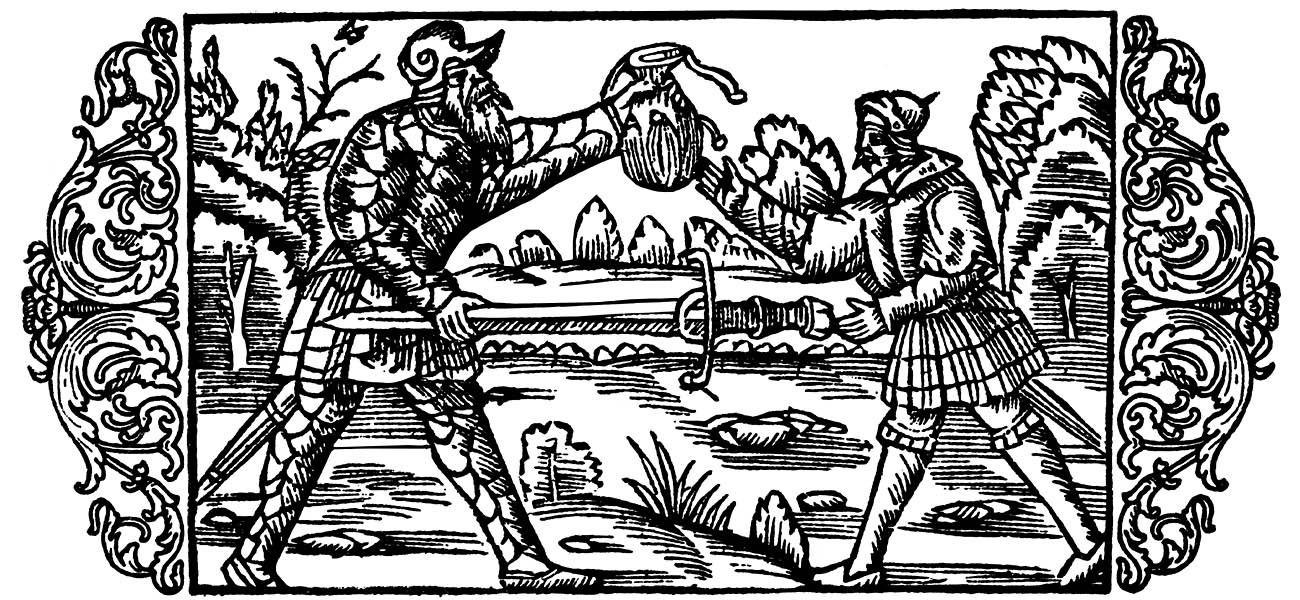
Starkad prepara su propia desaparición. Historia de gentibus septentrionalibus (1555).

Cuando Starkad ya era anciano y deseaba morir, con una notable ceguera, rodeo su cuello de oro y se fue a pasear. Aun así mató a un hombre que quería una de sus espadas y algunos jinetes contratados por Hather (Hatherus), hijo de Lennius, para matarle.
Frente a Hather, Starkad canto acerca de sus logros y como respuesta Hather mostró a Starkad que él era de noble cuna, por lo que Starkad le pidió ser su verdugo. Starkad prometió a Hather todo su oro y Hather debía cortarle la cabeza. Hather cortó la cabeza de Starkad a la altura de los hombros, pero evitó correr ya que temía ser aplastado por su enorme cuerpo. Cuando la cabeza cayó al suelo, levantó un terrón de tierra que mostró lo feroz que llegó a ser.
Hather no quiso que el viejo guerrero permaneciera en la intemperie, le mostró el debido respeto y lo enterró en un montículo en Roljung, en el mismo lugar donde anteriormente Starkad dejó su huella sobre una roca.

## Historia de gentibus septentrionalibus
Olaus Magnus cita la historia de Starkad en Historia de gentibus septentrionalibus basándose en Gesta Danorum pero no coincide con Saxo sobre el origen del héroe que según Olaus procede de Tavastia ('Starchaterum Thauestum').

## La leyenda
Algunas tradiciones medievales intentaron localizar Roljung, el lugar donde murió Starkad, en Skåne. Según los Annales Ryenses (finales del siglo XIII), era posible ver la espada de Starkad en el agua, bajo el puente Boilyngh, cuando el nivel del agua era bajo. Parece que Boilyngh es un error ortográfico derivado de Roljung. Más tarde la presunta localización pasó a Rönne å en Suecia y en el siglo XVI, las gentes hablaban de las Piedras de Starkkarl en Vegeholm. Los folcloristas Axel Olrik y Arthur Stille recopilaron muchas tradiciones sobre Starkad en el noroeste de Skåne.